# Gabi Kubach
Gabi Kubach (* 19. Oktober 1944 in Griebenow) ist eine deutsche Regisseurin.

## Leben
Kubach studierte von 1967 bis 1971 an der Hochschule für Fernsehen und Film München. Auf ihr Regiedebüt Das Ende der Beherrschung folgte zwei Jahre später Geteilte Freude, ein Film um zwei eigensinnige Freundinnen, sowie Anfang der 1980er Jahre der Psychothriller Trauma (1982, mit Birgit Doll) und die Vicki-Baum-Verfilmung Rendezvous in Paris (1982, mit Claude Jade).
Konzentrierte sich Gabi Kubachs Werk mit diesen Filmen auf Stoffe mit emanzipatorischem Inhalt, dreht sie in den 1990er Jahren vor allem Unterhaltungsfilme und -serien (Ein Haus in der Toscana mit Muriel Baumeister). Seit 2000 drehte Kubach TV-Melodramen wie Zauber des Rosengartens (2001, mit Barbara Wussow, Christian Kohlund und Albert Fortell) oder Lauras Wunschzettel (2005, mit Christine Neubauer und Francis Fulton-Smith) und Komödien wie Liebe ist die halbe Miete (mit Götz George und Thekla Carola Wied). Zu ihren Wurzeln kehrte sie komödiantisch mit dem TV-Film Der zweite Frühling (2003, mit Nadja Tiller und Ursula Karusseit) zurück. 2004 folgte der Zweiteiler Das Bernsteinamulett mit Muriel Baumeister als junger Gutsherrin in den Kriegs- und Nachkriegswirren.

## Filmografie (Auswahl)
- 1977: Das Ende der Beherrschung
- 1979: Geteilte Freude
- 1981: Auf Achse – Eine Frau in der Koje
- 1982: Rendezvous in Paris
- 1983: Trauma
- 1991: Der Castillo Coup
- 1991–1994: Ein Haus in der Toscana (Fernsehserie, 15 Folgen)
- 1992: Mit List und Krücke (Fernsehserie, 1 Folge)
- 1994: Sonntag & Partner (Fernsehserie)
- 1996: Gnadenlos – Zur Prostitution gezwungen
- 1998: Julia – Kämpfe für deine Träume!
- 1999: Gnadenlos 2 – Ausgeliefert und mißbraucht
- 2000: Das Geheimnis des Rosengartens
- 2001: Die Braut meines Freundes
- 2001: Die Pferdefrau
- 2002: Liebe ist die halbe Miete
- 2003: Der zweite Frühling
- 2003: Ich leih' dir meinen Mann
- 2004: Das Bernstein-Amulett
- 2004: Die Kinder meiner Braut
- 2004: Finanzbeamte küsst man nicht
- 2005: Die schönsten Jahre
- 2005: Lauras Wunschzettel
- 2006: Die Frau des Heimkehrers
- 2007: Liebe ist das schönste Geschenk
- 2007: Suchkind 312
- 2007: Vaterherz
- 2008: Der Nikolaus im Haus
- 2009: Tango im Schnee